# Asplenium impressum
Asplenium impressum är en svartbräkenväxtart som beskrevs av Christ. Asplenium impressum ingår i släktet Asplenium och familjen Aspleniaceae. Inga underarter finns listade.